# Теодон I
Теодон I (нем. Theodo I.; умер между 680 и 696) — герцог Баварии (около 630 — между 680 и 696) из династии Агилольфингов.

## Биография

### Происхождение
В трудах многих средневековых авторов и историков Нового времени Теодон I отождествлялся со своим преемником Теодоном II. Мнения о существовании только одного исторически достоверного баварского герцога по имени Теодон придерживается и ряд современных историков. Однако результаты других исследований средневековых исторических источников показывают, что, вероятнее всего, герцогским престолом Баварии владели два одноимённых правителя: первый — Теодон I, активная деятельность которого приходилась на 670-е—680-е годы, второй — Теодон II, упоминающийся в 700-х—710-х годах. Несмотря на эти расхождения, все современные историки сходятся во мнении, что там, где в источниках отсутствуют данные, позволяющие отнести события к одному из этих двух временных периодов, установить о ком идёт речь, не представляется возможным.
Теодон I принадлежал к роду Агилольфингов, однако его родственные связи с более ранними представителями этого рода точно неизвестны. В трудах большинства средневековых авторов и многих современных историков он назван сыном Гарибальда II, скончавшегося около 630 года, и дочери герцога Фриуля Гизульфа II. Однако существует также мнение, согласно которому Теодон — сын Хродоальда, убитого в 624 или 625 году по приказу Дагоберта I.
Неизвестна также и дата получения Теодоном I герцогского титула, так как в средневековых источниках отсутствуют упоминания о правителях Баварии с конца правления Гарибальда II до примерно 680 года. Вероятно, это связано с полным подчинением баваров власти королей Франкского государства и отсутствием в их среде в это время мятежных настроений. Среди историков распространено мнение о том, что Теодон унаследовал Баварское герцогство около 630 года после смерти Гарибальда II. Также предполагается, что он мог получить престол после Фары, погибшего в 641 году во время мятежа герцога Тюрингии Радульфа против короля франков Сигиберта III. Однако мнение о возможности правления Фары в Баварии оспаривается многими современными историками.
Столицей владений Теодона I был Регенсбург. Об этом упоминается в житии святого Эммерама, написанном около 772 года Арибо Фрайзингским.

### Гибель святого Эммерама
Эммерам, возможно, ранее бывший епископом Пуатье, прибыл по приглашению Теодона I в Баварию, чтобы вести христианскую проповедь среди её жителей. Хотя правители герцогства уже давно исповедовали христианство, большинство их подданных, вероятно, продолжали придерживаться языческих верований.
По свидетельству жития Эммерама, через три года после приезда святого в Баварию дочь Теодона I Ута забеременела от Сигипальда, одного из придворных герцога. Боясь гнева отца, она тайно просила защиты у Эммерама. Тот посоветовал ей в случае необходимости сказать, что он является отцом её будущего ребёнка. Святой надеялся, что слава о его благочестии не даст Теодону I поступить жестоко ни с дочерью, ни с тем, кто её обесчестил. Вскоре Эммерам отправился с паломничеством в Рим. В это же время стало известно и о беременности Уты. Как и было условлено, та объявила, что отец её будущего ребёнка — Эммерам. Неизвестно, как отреагировал на эти слова герцог Теодон, но его сын Лантперт пожелал отомстить за бесчестие сестры. Он догнал на дороге Эммерама и подверг святого жестоким пыткам, от которых тот вскоре скончался.
Позднее тело Эммерама было перевезено в Регенсбург и здесь с почётом похоронено. Инициатором этого переноса останков святого в житие назван герцог Теодон. Однако неизвестно точно, кто из двух баварских правителей, носивших это имя — Теодон I или Теодон II, имеется в виду.
Неизвестно, насколько свидетельства «Жития Эммерама» Арибо Фрайзингского соответствуют исторической действительности. Предполагается, что бо́льшая часть содержащихся здесь сведений о гибели Эммерама носит легендарный характер. Вероятно, в житии автором были соединены достоверные сведения о ситуации в Баварии второй половины VII века с малоправдоподобными преданиями о мученичестве святого и сотворённых тем чудесах.
Предполагается, что убийство Эммерама могло стать поводом для внесения в «Баварскую правду» статьи, согласно которой, убийца епископа должен был выплатить за такое преступление штраф золотом: «Если кто-либо епископа, которого назначил король или народ выбрал в качестве высшего служителя церкви, убьёт, то должен уплатить за него королю или народу, или его родственникам соответственно такому постановлению. Должна быть сделана свинцовая туника по фигуре его и сколько она золотом весит, столько должен дать тот, кто его убил.».

### Завершение правления
Неизвестно, как складывались отношения Теодона I с правителями Франкского государства: упоминания о Баварии во франкских источниках, описывавших события второй половины VII века, почти полностью отсутствуют. Это может свидетельствовать о том, что Теодон I не участвовал в междоусобиях, охвативших Франкское государство в 660—670-х годах.
Предполагается, что герцог Теодон скончался вскоре после гибели Эммерама. Так как точная дата этого события неизвестна (современные историки относят убийство к 680-м или 690-м годам), то этим же временем датируется и смерть герцога. В качестве возможных называются даты от 680 до 696 года. Первая из этих дат основана на наиболее ранней из возможных датировок гибели святого Эммерама, убитого при герцоге Теодоне I; вторая — на основании даты прибытия в Баварию святого Руперта, произошедшей уже при герцоге Теодоне II.
После смерти Теодона I власть над баварами перешла к его сыну Лантперту. Однако тот уже вскоре был изгнан в земли авар, и новым правителем герцогства стал Теодон II.

### Семья
По свидетельству «Зальцбургской книги побратимов», Теодон I был женат на Глейснот. Об этом же сообщается и в труде жившего в XIII веке аббата Нидеральтайха Германа, приведшего надпись с надгробия Глейснот из церкви Святого Михаила в Лунгау.
Детьми от этого брака были сын Лантперт и дочь Ута. Дочь Теодона I, по предположению некоторых современных историков, была выслана в Италию, где её взял в жёны герцог Беневенто Гримоальд I, позднее ставший королём лангобардов. Однако это мнение, основанное на сообщении Павла Диакона о браке Гримоальда и некоей Иты, противоречит другим историческим источникам, и большинством историков считается малодостоверным. Ряд историков предполагает, что сыном Теодона I мог быть и Теодон II, но, вероятнее всего, тот был его племянником, сыном его брата Агилольфа.

## Комментарии
1. ↑  Иногда упоминается как Теодон IV, если в число правителей Баварии включают и легендарных герцогов Теодона I, Теодона II и Теодона III, согласно «Анналам герцогов Баварии», правивших в первой половине VI века[1].